# Шилов, Евгений Алексеевич

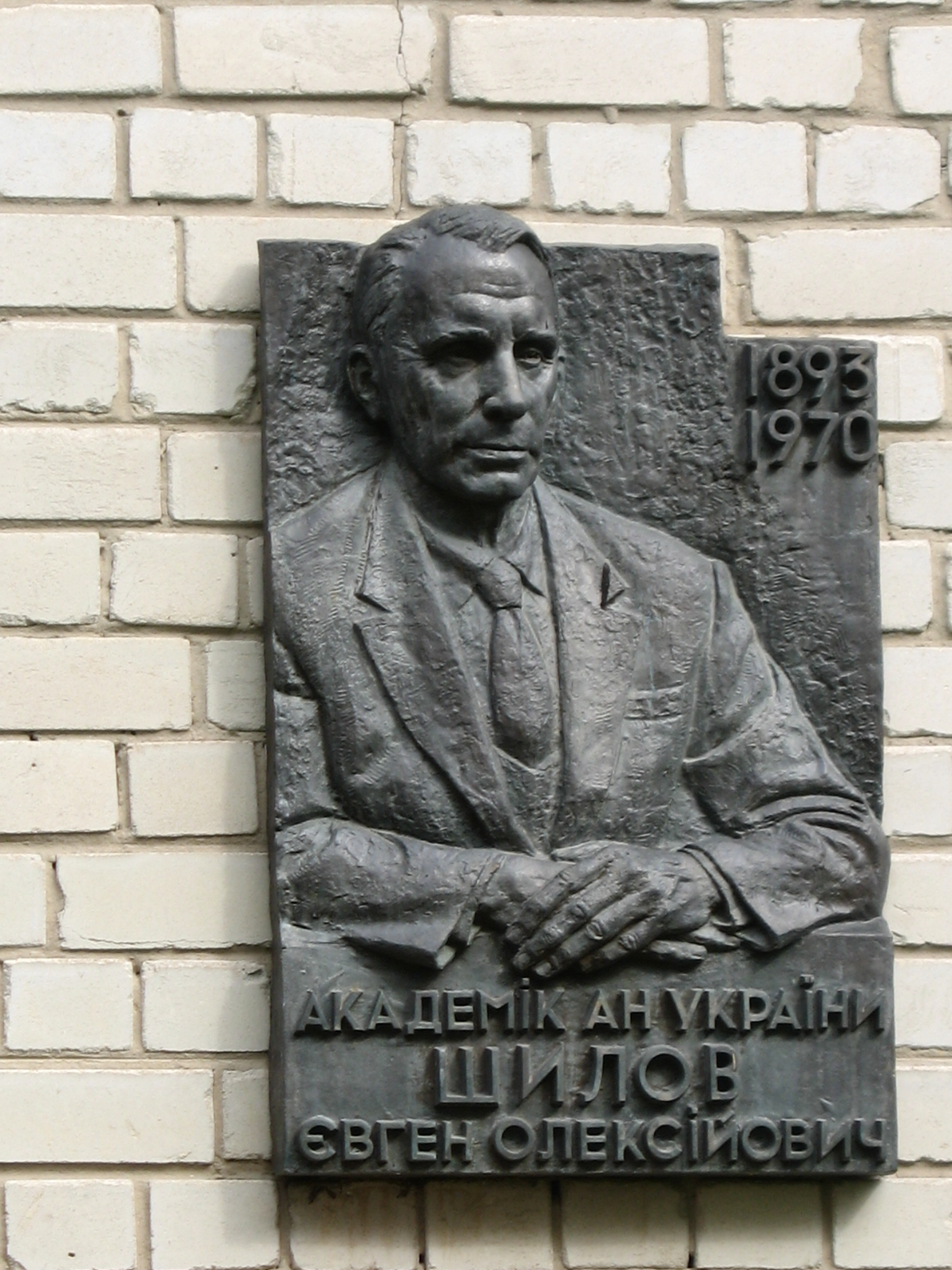
Памятная доска в Киеве

Евгений Алексеевич Ши́лов (29 июля [10 августа] 1893, Серпухов, Московская губерния — 22 июля 1970, Киев) — советский учёный, специалист в области органической химии, профессор, доктор химических наук, действительный член Академии наук Украинской ССР (с 1951; член-корреспондент с 1945).

## Биография
Родился в Серпухове 29 июля (10 августа) 1893 года.
Окончил естественное отделение физико-математического факультета Императорского Московского университета в 1917 году. Ученик Евгения Ивановича Шпитальского (1879—1931).
В 1916—1917 г. Е. А. Шилов — химик-лаборант на заводе товарищества Кустовых, а также вёл занятия по химии на Пречистенских курсах для рабочих.
С 1919 по 1947 гг. работал в политехническом институте в Иваново, младшим ассистентом, старшим ассистентом кафедры общей химии, читал курс лекций, затем руководил лабораторией, заведовал кафедрой органической химии.
В 1936 году стал профессором, а в 1938 году ему была присуждена учëная степень доктора химических наук без защиты диссертации (по совокупности научных трудов).
В 1947—1970 гг. работал в Институте органической химии АН УССР в Киеве. В течение ряда лет Е. А. Шилов возглавлял Украинское отделение ВХО им. Д. И. Менделеева, долгое время был ответственным редактором «Украинского химического журнала».
С 1962 по 1970 гг. состоял членом Государственного Комитета по Ленинским премиям в области науки и техники при Совете Министров СССР.
Умер 22 июля 1970 года и был похоронен на Байковом кладбище в Киеве.
Сыновья — Шилов, Георгий Евгеньевич, профессор МГУ, и Шилов, Александр Евгеньевич, действительный член Российской академии наук.

## Научная деятельность
Основное внимание в своей научной работе учёный уделял кардинальным вопросам теории протекания органических реакций и выяснению природы тримолекулярных и циклических переходных состояний в подобных реакциях, изучению роли растворителей и сольватных комплексов в реакциях присоединения и т. п.
Главные научные труды Шилова посвящены исследованию механизма органических гетеролитических реакций (галогенирование и др.).
В 1914 году, ещё будучи студентом, он проводил исследования по изучению равновесия пикриновой и азотной кислот в водной среде. Первая мировая война сменила направления научных поисков Шилова в сторону решения военно-технических проблем — получения отравляющих веществ, чистой окиси углерода, уксусного ангидрида, салола, кетона Михлера и т. п.
В конце 1920-х годов он работал в лаборатории высоких давлений Института прикладной химии АН СССР, где ставил опыты по действию окиси углерода на метанол и трифенилкарбинол в присутствии катализаторов. В 1929 году состоялась его поездка к лауреату Нобелевской премии профессору Ф. Преглю в г. Грац (Австрия), где он осваивал микроаналитические методы в органической химии.
В годы Великой Отечественной войны Е. А. Шилов с сотрудниками кафедры органической химии вëл закрытые работы по заданию военно-химического управления РККА, в частности, по получению сульфазола и «зелёнки» для нужд фронта.
В 1965 году вместе с А. Л. Бродским за работы в области механизмов химических реакций стал лауреатом премии имени Л. В. Писаржевского (первое вручение премии).

## Педагогическая деятельность
Е. А. Шилов стал основателем большой научной школы химиков, работающих в области механизмов протекания органических реакций — школы, известной в СССР, и за рубежом. Его учениками стали многочисленные доктора и кандидаты наук.

## Награды
- Орден Ленина,
- Орден «Знак Почёта» (1942),
- Орден Трудового Красного Знамени (1943),
- медали СССР
- Премия им. Л. В. Писаржевского АН УССР (1965).